# Duran Duran
Duran Duran (/djʊˌræn djʊˈræn/, aunque en español suele nombrársela como "Durán Durán") es una banda de pop rock británica, cuyo sonido combina básicamente el new wave, el synthpop y el funk, en un estilo Dance-rock, popularizando el subgénero new romantic en la década de 1980. Su reputación inicialmente estuvo fundada en sus videoclips, en los que mostraban un estilo desenfadado «glamoroso» y «fashion». Fueron una de las bandas con más éxito comercial de los 80, así como el grupo líder en la «Segunda Invasión Británica» de los Estados Unidos iniciada por la cadena televisiva dedicada a los videoclips MTV. Son todavía identificados a veces como una banda con aires de la década de 1980 a pesar de seguir grabando con gran éxito cuarenta años después.
La MTV los ha descrito como «La Fuerza Pop más dominante de los últimos 40 años» mientras que la revista Billboard los denomina como «La Última Banda en Pie» debido a su gran vigencia y relevancia en el difícil mundo de la música. Entre algunos de los premios que han recibido se destacan dos Grammys, seis premios Grammy a la carrera artística, un Premio de la Paz Gandhi, dos Ivor Novellos, el primer MTV Video Visionary Award, dos Premios Brit, dos Q Awards, un 20th Century Style Icon Award y la llave de la Ciudad de Milán.
La banda ha vendido a lo largo de su carrera más de 100 millones de discos, y ha tenido 21 sencillos en la importante lista estadounidense Billboard Hot 100, y treinta en el Top 40 del Reino Unido (UK Singles Chart), incluyendo Planet Earth, Girls on Film, Rio, Hungry Like the Wolf, Save a Prayer, Union of the Snake, New Moon on Monday, Is There Something I Should Know?, The Reflex, The Wild Boys, la canción para la saga de James Bond, A View to a Kill, luego de su separación, Notorious, Skin Trade, I Don't Want Your Love y All She Wants Is. Éxitos posteriores fueron Serious, Ordinary World, Come Undone, Too Much Information y White Lines a principios de los 90, Sunrise y What Happens Tomorrow en la década de 2000 y All You Need Is Now, Girl Panic! y Pressure Off en la década de 2010.

## Historia

### 1978-1980: Comienzos
John Taylor y Nick Rhodes, compañeros de colegio en Birmingham (Reino Unido) en 1978, deciden comenzar un proyecto para formar una banda con la visión de unir la energía y actitud hazlo tu mismo de los Sex Pistols, los ritmos bailables de Chic y el elegante estilo de David Bowie y Roxy Music. Tomarían el nombre que los catapultaría a la fama del villano interpretado por el actor Milo O'Shea, "Dr. Durand Durand", en la película erótica de ciencia ficción Barbarella, del director Roger Vadim que fuera protagonizada por Jane Fonda. Su primer cantante sería Stephen Duffy, un amigo de Rhodes, quien se marcharía al año para liderar las bandas Tin Tin, The Lilac Time y, más recientemente, componer junto a Robbie Williams. El bajista original era Simon Colley. que también era clarinetista y que se marcharía con Duffy, siendo reemplazados ambos por el vocalista Andy Wickett y por el batería Roger Taylor, a quien conocerían en una fiesta. En esa misma fiesta, John Taylor cambiaría su instrumento pasando a tocar el bajo, incorporándose el guitarrista John Curtis, que se retiraría luego de unos pocos meses. El grupo, en la búsqueda de un nuevo guitarrista, colocaría un anuncio en la revista Melody Maker, el cual llamaría la atención de Andy Taylor, quien acudiría desde Newcastle para convertirse en el guitarrista estable. Luego de probar infinidad de vocalistas, conocerían a Simon Le Bon, quien les sería recomendado por una exnovia suya y que trabajaba en el Rum Runner, el local en donde la banda ensayaba. Conformada la primera formación, los dueños de ese club, los hermanos Paul y Michael Berrow, se convertirían en los primeros mánagers del grupo, empleando a los músicos como porteros, DJ's y camareros cuando no estaban ensayando. Entonces, la primera formación oficial de Duran Duran se conformaría con Nick Rhodes, Simon Le Bon, y los Taylor: Roger, Andy y John (ninguno de ellos emparentados).
El auge del grupo es considerado parte de la escena New Romantic, junto con otros grupos de música bailable como Spandau Ballet y ABC. A lo largo de 1980, grabarían dos demos y tocarían frecuentemente en locales de Birmingham y Londres. Se irían de gira a finales de ese año con Hazel O'Connor, atrayendo la atención de la crítica, y entrarían en una "disputa" para saber con cual de las mejores discográficas del momento se irían a enrolar. Un cierto "patriotismo" les acercaría al sello de The Beatles, llevándolos a fichar por EMI en diciembre de 1980, hecho sobre el cual Nick Rhodes mencionaría en una entrevista posterior en 1998 para la revista Deluxe, que la banda había sido "horrorosamente timada".
Duran Duran es la banda pionera en hacer sus propias remezclas. Antes de la era de los sintetizadores digitales y el "sampling", crearían arreglos complejos y de múltiples capas en sus sencillos, a veces grabando diferentes y extensas interpretaciones de sus canciones de estudio. Estas versiones bailables generalmente estaban disponibles en discos de vinilo, como sencillos en "caras B" a 45 rpm o en sencillos de 12 pulgadas. Posteriormente, se lanzaría un recopilatorio de estos lados B Night Versions: The Essential Duran Duran en 1998.
Desde sus comienzos, la banda ha tenido un marcado sentido del estilo, y trabajaría con el estilista Perry Haines y diseñadores como Kahn & Bell y Antony Price para construir una imagen de elegancia y glamur, yendo más allá de los bajos de campana y las fajas del look pirate-flavoured del New Romantic y pudiendo haber sufrido los excesos del típico peinado cargado de laca de los años 1980, pero han sabido mantener una imagen de publicidad de la moda como parte de su evolución a través de su historia. En los 90, trabajaron con Vivienne Westwood, y en la nueva etapa con Giorgio Armani (uno de los anuncios de la banda adoptó la frase "Los estilos cambian, el estilo no"). Además mantendrían siempre el control creativo de la presentación visual de la banda, y trabajarían estrechamente con el diseñador gráfico Malcolm Garrett y muchos otros durante años para crear tapas de álbumes, programas de giras y otros materiales visuales.
Las revistas de música y para adolescentes del Reino Unido rápidamente se apegarían a su buena apariencia, y pronto sucedería lo mismo en los Estados Unidos; A principios de los años 1980 era muy raro no ver al menos una foto de los integrantes del grupo en revistas de adolescentes como Smash Hits o Tiger Beat, a pesar de que la empalagosa cobertura contradecía a los titilantes vídeos de la banda y las a veces oscuras letras. Ayudaría que cada miembro tuviera una imagen y personalidad distintiva. Sobre este hecho, John Taylor afirmaría que la banda era "Como una caja de bombones "Quality Street"; todos son los favoritos de alguien" – Un efecto que actualmente es planeado estratégicamente en las boy bands. Pero la banda lamentaría más tarde esta excesiva exposición temprana, aunque en ese momento sería de utilidad para obtener la atención que necesitaban.

### 1981-1982: El lanzamiento
El primer álbum del grupo, Duran Duran, sería lanzado en 1981. El primer sencillo, "Planet Earth" (Planeta Tierra), llegaría al Top 20 británico, en el puesto número 12. El siguiente sencillo, "Careless Memories" (Recuerdos descuidados), se estancaría en el número 37. Sin embargo, sería su tercer sencillo, "Girls On Film" (Chicas de película), el que les haría foco de toda la atención. La canción llegaría al quinto puesto en el Reino Unido, antes de que su notorio video fuera rodado. El video (que mostraba mujeres haciendo topless y luchando en lodo, entre varias otras representaciones de fetiches sexuales) sería rodado por el dúo de directores Godley & Creme (Ambos, exmiembros del grupo 10cc), y sería rodado en agosto de 1981.
Esto ocurría, justamente dos semanas antes de que la cadena de televisión MTV fuera lanzada en los Estados Unidos y antes de que se supiera el impacto que ese canal de música iba a tener en la industria. La banda, había puesto sus expectativas en que el video fuera mostrado en los nuevos locales nocturnos que tenían pantallas de vídeo, o en canales de pago de televisión como el de Playboy. Kevin Godley comentó sobre esto: "Los mánagers de Duran Duran nos dijeron muy claramente que hiciéramos un vídeo sensual, erótico, básicamente pensado para ser exhibido en clubes, sin ningún tipo de censura".
El video crearía un gran tumulto, siendo prohibido por la BBC y fuertemente editado por MTV. La banda disfrutaría las mieles de la controversia. El álbum se catapultaría al tercer puesto de las listas británicas. En esa época Adam Ant y Spandau Ballet eran los artistas rivales clave, luchando en las listas contra Duran Duran.
Gracias a los videos, la banda se convertiría en un gran éxito en Australia sin haber hecho gira o promoción alguna en ese país. El sencillo "Planet Earth" llegaría al primer lugar de las listas australianas, y el álbum también obtendría un respetable éxito.
A fines del año 1981, la banda comenzaría su primera gira por locales norteamericanos, seguida por fechas en Alemania y el Reino Unido. Esta segunda gira británica coincidiría con una ola de disturbios causados por el desempleo y las tensiones raciales, incluyendo los de Moss Side y Toxteth; tocarían en una inquietantemente tranquila ciudad de Birmingham, el día después de los "disturbios de Handsworth".
Paralelamente, lanzarían el sencillo "My Own Way" (A mi propia manera) que contendría un arreglo de cuerdas, el cual no sería muy bien acogido en las listas, la misma banda pediría que se hiciera una tirada pequeña de la edición, no obstante, el tema se convertiría en otro paso adelante y se volvería a grabar en una versión diferente para el álbum "Rio".
Duran Duran comenzaría a cosechar reconocimiento más allá de las fronteras de su país en 1982. En mayo, editarían el segundo álbum, Rio, que llegaría a tener cuatro sencillos en el Top 100 británico,"My Own Way", Hungry Like the Wolf" (Hambriento como el lobo), "Save a Prayer" (Reserva una plegaria) y la canción titular. Una gira de promoción por Australia, Japón, y los EE. UU. sería seguida por una pequeña serie de presentaciones como teloneros de Blondie Durante la última gira norteamericana de esa banda. Tal sería el furor por Duran Duran que Diana de Gales, los declararía como su banda favorita, siendo denominada "The Fab Five" (Los fabulosos cinco) por la prensa británica. Un mote directamente relacionado con el de "The Fab Four" (Los fabulosos cuatro) que ostentaran anteriormente The Beatles.
Sin embargo, Rio no tendría inicialmente tanto éxito en los Estados Unidos debido a que EMI los había promocionado en el Reino Unido como una banda de New Romantic, pero dicho género musical, no era popular en los EE. UU., y entonces Capitol Records (la rama norteamericana de EMI) no supo como promocionarlos. Después de que Carnival (un EP con remixes de canciones de Rio) se volviera popular entre los DJs, Capitol haría que gran parte del álbum fuera remezclado por David Kershenbaum. Solo después de ser relanzado en los EE. UU. en noviembre, promocionándolo como un álbum de música bailable, Rio comenzaría a escalar en las listas estadounidenses, seis meses después de su éxito europeo. MTV emitiría el vídeo de "Hungry Like the Wolf", y posteriormente otros vídeos del grupo, en alta rotación haciendo que esa canción y "Rio" entraran a los veinte primeros puestos de las listas de ese país en 1983. La balada "Save a Prayer" también sería ampliamente exitosa. Finalmente, el álbum alcanzaría el sexto lugar en ese país, permaneciendo en esa lista durante 129 semanas – casi dos años y medio. En 2003, Rio sería ubicado en el puesto 65 de la lista de los "100 Mejores Álbumes de Todos los Tiempos" de la revista NME.

### 1983-1985: En la cima del mundo
Duran Duran comenzaría el año 1983 tocando en el "New Year's Eve Rock 'n' Roll Ball" de MTV, con "Hungry Like the Wolf" con un amplio ascenso en las listas de Estados Unidos, y la reedición del sencillo "Rio" le seguiría en marzo. Para satisfacer a la nueva demanda estadounidense, la banda decidiría relanzar su álbum homónimo en ese país a mitad de año, agregando un nuevo sencillo "Is There Something I Should Know?" (¿Hay algo que debería saber?) En reemplazo del tema "To The Shore" (Hacia la costa) de la edición original. Esa canción llegaría al primer puesto de las listas británicas (Hecho dado por primera vez en su país natal) y al cuarto puesto, en las listas norteamericanas. A su vez, se lanzaría al mercado, un recopilatorio de videos de larga duración intitulado "Colección de los primeros once videos" que contenía los sencillos de los dos primeros álbumes, más el nuevo sencillo, y se les sumaban tres nuevos videos dirigidos por el exitoso director Russell Mulcahy de las canciones "Night Boat" (Bote nocturno) y "Lonely in Your Nightmare" (Solitario en tu pesadilla) no lanzados como sencillos. Durante la promoción de este material, Rhodes y Le Bon aparecerían como invitados especiales en un programa de VJ (presentador de TV), durante el cual, el conocido y talentoso artista y admirador de la banda Andy Warhol aparecería inesperadamente para saludarlos. Era tal la sensación que una sesión de firmas de autógrafo en Times Square se descontrolaría tanto, que la policía montada se vio obligada a intervenir para controlar a la multitud exaltada. La histeria de sus fanes adolescentes los acompañaría en todos los lugares a los que iban, lo que sería comparado acertadamente con la beatlemanía.
También en 1983, el tecladista Nick Rhodes produciría el hit "Too Shy" (Que llegaría al primer lugar de las listas) para la banda británica Kajagoogoo, y Andy Taylor se convertiría en el primer miembro del grupo en casarse. Los principales rivales musicales del grupo serían ahora Culture Club y Wham!.
Duran Duran volvería a la composición, de cara a un nuevo álbum, instalándose en una finca francesa en mayo de 1983, para poder evitar el pago de impuestos, antes de volar hacia Montserrat y luego Sídney para la grabación y mezcla de su tercer álbum. En ese momento, la banda sufría de una enorme presión para crear un sucesor digno del exitoso Rio, hecho por el cual, el proceso de grabación les llevaría más de seis meses, a causa de que algunos de los miembros, atravesaron por diversos ataques de perfeccionismo e inseguridad. El nuevo estilo de vida decadente y de despilfarro sumado al abuso de sustancias también causarían problemas. En el documental Extraordinary World, grabado una década después, Rhodes describiría poéticamente el efecto de su sonido como "Una histeria levemente controlada, arañando por debajo de la superficie".
Finalmente, a fines de 1983, la banda lanzaría Seven and the Ragged Tiger(Siete y el tigre harapiento), que incluiría los exitosos "Union of the Snake" (Gremio de la serpiente), "New Moon on Monday" (Luna nueva en lunes) y "The Reflex" (El reflejo); En ese momento y gracias al éxito de las nuevas canciones, Duran Duran tendría hits de tres álbumes diferentes en un mismo año. Su decisión de lanzar el video de "Union of the Snake" en MTV una semana antes de que el sencillo fuera lanzado para las radios causaría una reacción importante, en una época en que la industria musical temía que el videoclip realmente matara a la "Estrella de la radio".
La banda se embarcaría en una masiva gira mundial durante los primeros cuatro meses de 1984, siendo seguidos muy de cerca por un equipo liderado por el director Russell Mulcahy. El documental resultante se denominaría Sing Blue Silver y estaría compuesto por secciones de video de los conciertos Arena. Además, mostraría tanto las presentaciones del grupo, como el trabajo realizado para llevarlas a cabo detrás de la escena, al igual que diversos momentos no relacionados con las mismas en los que se vería a la banda lidiando con los problemas comunes en los viajes, haciendo bromas o visitando lugares de interés turístico, como rareza, incluiría al bajista John Taylor, declarando en una reunión con ejecutivos de los patrocinantes principales de su gira, Coca Cola, que prefería consumir a su competidora Pepsi.
El álbum en vivo Arena sería grabado durante esa misma gira, y lanzado junto al nuevo sencillo de estudio "Wild Boys", que llegaría al segundo puesto en las listas de EE. UU. y del Reino Unido. En febrero de 1984, aparecerían en la portada de la revista Rolling Stone, y ganarían dos premios Grammy en dos nuevas categorías de videos. Al concluir la gira, Roger Taylor se casaría en Nápoles, Italia, y Nick Rhodes en Londres, siendo en este último caso, famoso por la vestimenta que llevaba en la ceremonia.
Durante ese año, Duran Duran emprendería un largo período de descanso; sin embargo, como la mayor parte del grupo permanecería en Londres y activos en los círculos de celebridades, nunca se alejarían de la fama y de los tabloides.
A fin de año, el grupo participaría en el sencillo "Do They Know It's Christmas?" con el propósito de recaudar fondos para combatir la hambruna en Etiopía en un proyecto denominado Band Aid, junto a otras celebridades como George Michael, Boy George, Bono, Paul Weller, Paul Young y Sting en un proyecto encabezado por Bob Geldof.

### 1985: La banda se divide
En 1985, Duran Duran continuaba descansando de su agitado estilo de vida, pero las diferencias creativas, comenzarían a mostrar dos costados diferentes abriendo una grieta que terminaría dividiendo a los integrantes en dos bandas de estilos distintos.
John Taylor y Andy Taylor quisieron alejarse del Rock a base de sintetizadores de Duran Duran, para poder interpretar material más cercano al hard rock, para ello, se unirían al cantante Robert Palmer y a Tony Thompson, baterista de Chic, para formar un supergrupo llamado The Power Station. Su álbum homónimo Power Station llegaría al sexto puesto de las listas norteamericanas y de él, se desprenderían tres sencillos que llegarían a ser Top 40: "Communication" (Comunicación), "Some Like It Hot" (Algunos lo prefieren caliente), y la versión de T. Rex "Get It On (Bang a Gong)" (Súbete (Toca el gong)), con estos últimos dos, llegando a los 10 primeros puestos.
Por su parte, Simon Le Bon y Nick Rhodes formarían su propio proyecto alternativo a Duran Duran, Arcadia, que a diferencia de Power Station, se dedicaría a explorar el aspecto atmosférico del sonido de Duran Duran. Roger Taylor sería el baterista principal de Arcadia, pero también aportaría parte de la percusión del álbum de Power Station. So Red The Rose de Arcadia llegaría al puesto 23 de las listas, e incluiría en el Top 10 al exitoso sencillo "Election Day" (día de las elecciones).
Duran Duran nunca volvería a tener el mismo éxito de antaño, luego de este período de inactividad como banda ya que sus otros dos proyectos, tuvieron estilos musicales tan diferentes, que cambiaron drásticamente la imagen de los integrantes de la banda. Andy y John Taylor dejaron crecer su pelo del mismo modo que otras bandas norteamericanas de hard rock, mientras que Le Bon, Rhodes, y Roger Taylor comenzaron a usar un estilo proto-gótico a base de pelo oscuro teñido y mucho maquillaje.
Como resultado, la imagen de la banda estaba en franco declive cuando volvieron a juntarse, para aportar la canción titular de la banda sonora de la película de James Bond de 1985 llamada A View to a Kill. A día de hoy, este sencillo, sería el único de cualquier película de James Bond en llegar al primer lugar de las listas norteamericanas, y el que más alto llegaría en las listas británicas (Llegando al segundo lugar). La canción sería acompañada por un irónico video de "espías" que mostraba a la banda correteando por la Torre Eiffel. Al final del video, el cantante se presentaba emulando al célebre espía como "Bon, Simon Le Bon."
En el concierto de ayuda Live Aid, el 13 de julio de 1985, Duran Duran se presentó ante 90.000 espectadores (y aproximadamente 1.500 millones de telespectadores) en el JFK Stadium en Filadelfia, pero nunca se pretendió que fuera esa una actuación de despedida. La banda, solo planeaba tomarse un descanso después de cuatro años de giras y apariciones públicas constantes. Pero luego de ese concierto, los componentes originales no volverían a tocar de nuevo juntos, sino hasta julio de 2003. Con la "Canción Bond" manteniéndose en el número 1, la banda sufriría los devastadores efectos de la prensa del corazón ya que, su actuación en el Live Aid se convertiría en infame debido a un imperceptible error de Le Bon entonando un "falsetto" en los coros de "A View To A Kill" que más tarde el propio cantante describiría como uno de los momentos más humillantes de su carrera.
Durante los siguientes años, Le Bon se aficionaría al deporte de la vela y captaría la atención de la prensa cuando su gran yate Drum volcó, en agosto de 1985 en la Fastnet race, quedando atrapado él durante más de una hora debajo del casco. Le Bon también participó en 1986 en la Whitbread Round the World Race. A finales de 1985, se casaría con la modelo Yasmin Parvaneh.

### 1986-1991: Éxito decadente
Después de Live Aid y de su participación en el grupo Arcadia, el siempre tímido baterista Roger Taylor, cansado del frenético estilo de vida de Duran Duran, se retiraría a la campiña inglesa con el permiso de la banda. Por otro lado, el guitarrista Andy Taylor haría creer a la banda que retornaría al trabajo para un nuevo álbum de Duran Duran, cuando en realidad, estaba trabajando en paralelo con la firma de un contrato discográfico para una carrera en solitario en Los Ángeles. La banda, finalmente, debería recurrir a medidas legales para poder volver al estudio de grabación, pero después de numerosos retrasos, dejaron el asunto de lado. En el proceso de grabación del nuevo álbum Notorious el productor (y exguitarrista de Chic) Nile Rodgers tocaría la guitarra mientras las diferencias eran subsanadas, aunque Andy Taylor terminó tocando la guitarra en 4 temas.
En 1986 Duran Duran es reducido a un trío: Rhodes, John Taylor y Le Bon. Finalmente, en septiembre, Warren Cuccurullo (antiguo miembro de Missing Persons y del grupo de gira de Frank Zappa) sería contratado como guitarrista sustituto. Junto a Le Bon, Rhodes, y John Taylor, grabaría el resto del álbum Notorious, que sería lanzado en octubre de 1986. Aunque la canción que daba título al trabajo alcanzaría el n.º2 en Estados Unidos, la banda llegaría a la amarga conclusión de que habían perdido muchos de los grandes momentos que habían abandonado en 1985. Su música era más funky, más madura y menos pop y muchos de sus fanes adolescentes que habían enloquecido por ellos, habían crecido, mientras la banda no había estado presente.
Consecuentemente, la fama de Duran Duran cayó en picado, en un intento por escapar de su imagen de ídolos de adolescentes, obtuvieron cierto éxito y muchas más críticas, haciendo música más compleja y menos segura de sí misma. Según la revista Rolling Stone, «en su búsqueda por la madurez musical, los restantes componentes de Duran Duran han perdido gran parte de su identidad». Otro factor determinante sería el despido por parte de la banda de sus representantes, los hermanos Berrow. No hubo ningún motivo destacado para tal decisión, pero se sospecha que tuviera algo que ver con problemas económicos y con la inclusión de los Berrow en los asuntos náuticos de Le Bon (eran copropietarios del Drum). Cualquiera fuera la razón, Duran Duran no tendría a disposición en su futuro de una gestión solvente, cambiando de mánager asiduamente y atravesando períodos de autogestión. Además, EMI (Que despediría a su presidente y atravesaría por una gran reestructuración ese verano) Pareció perder interés en promocionar al grupo. Muchos fanes eventuales nunca se enteraron de que la banda había lanzado nada desde Notorious y pensaron que la banda se había disuelto.
Notorious sería lanzado en noviembre de 1986, alcanzando la posición 16 en las listas británicas y 12 en las listas estadounidenses. sería un álbum con marcadas influencias de funk, sus canciones más destacadas serían "Notorious" (Notorio), "Skin Trade" (Mercado de pieles), "Meet El Presidente" (Conoce al presidente) y "A Matter Of Feeling" (Una cuestión de sentimiento).
El siguiente álbum Big Thing (1988) incluiría los sencillos "I Don't Want Your Love" (No quiero tu amor), "Do You Believe In Shame?" (¿Crees en la vergüenza?) y "All She Wants Is" (Todo lo que ella quiere es), este sería el último Top 10 de la banda en el Reino Unido. El disco sería mucho más experimental, tomando inspiraciones de la música house y mezclándola con el característico pop cargado de sintetizadores que los había caracterizado, acompañado de letras más maduras. También, incluiría el sello notable de Cuccurullo con un trabajo con la guitarra mucho más creativo que el de Andy Taylor. El álbum produciría reacciones contradictorias tanto entre los fanes como en la crítica. En abril de 1989 y tras 6 meses de intensa gira con Big Thing, Cuccurullo y el baterista de la giras Sterling Campbell se integrarían completamente en Duran Duran como músicos titulares.
Un álbum de grandes éxitos llamado Decade - Greatest hits sería lanzado a finales de 1989, junto con la remezcla de un sencillo titulado "Burning The Ground" que consistía en un collage de partes de los éxitos de la banda en la última década. El sencillo recibiría alguna que otra crítica, pero el álbum terminaría convirtiéndose en otro de los más vendidos del grupo.
Sin embargo, con el tibio álbum Liberty, de 1990, (un retroceso en cuanto a experimentación en comparación con Big Thing) no lograría capitalizar el impulso que habían recobrado, algo que a la banda le sucedería regularmente en los siguientes años. El álbum llegaría a los diez primeros puestos de ventas en el Reino Unido, pero caería rápidamente. Los sencillos "Violence of Summer" (Violencia de verano) y "Serious" (Serio) solo llegarían a ser moderamente exitosos, y el discreto soft rock con elementos de R&B del álbum nunca fue capaz de competir con la revolución grunge que estaba por comenzar. Por primera vez, el grupo no saldría de gira para promocionar un álbum, tocando solo un puñado de fechas en clubs y en varios programas televisivos.
Sterling Campbell dejaría la banda a comienzos de 1991, yéndose a trabajar con Soul Asylum y David Bowie. Al final de ese mismo año, John Taylor (con 31 años entonces) se casaría con la modelo y actriz de 19 años Amanda De Cadenet, quien ya estaba embarazada de su hijo.

### 1992-1996: Vuelve el éxito y también otra caída
Al principio de la década de los 90, el inicio de Internet impulsaría el resurgimiento de la popularidad de Duran Duran. Muchos de los antiguos fanes del grupo, los redescubrirían a través del disco Usenet y de esa forma, crecería el número de listas de correo y webs del grupo, empezándose a descargar los álbumes que se habían perdido en el medio. Esto derivaría en una notable y leal comunidad de fanes, manteniendo al menos una docena de listas de correo activas y más de 65.000 páginas de fanes.
En 1993, la banda editaría un segundo disco homónimo; Duran Duran, este trabajo, sería conocido informalmente como The Wedding Album (Debido al trabajo artístico en la portada de Nick Egan, el cual, incluía fotos de las bodas de los padres de los miembros de la banda) con el objeto de distinguirlo del lanzamiento de 1981. El rápido éxito comercial y de crítica de este álbum (n.º 4 en el Reino Unido, n.º 7 en Estados Unidos) sería una verdadera sorpresa para muchos que consideraban que Duran Duran eran un fenómeno de adolescentes que había caído ya en el olvido, que dependió de dos sencillos: "Ordinary World" (Mundo ordinario) que fue llevado a las emisoras meses antes de lo planeado, debido a la demanda de los oyentes, y que les llevó a ganar el prestigioso galardón Ivor Novello a la mejor composición. Esa canción, alcanzaría el número 3 de las listas estadounidenses, y el 6 en el Reino Unido. "Come Undone" (Vengo deshecho) era un número ajustado escrito principalmente por Cuccurullo, con un video memorable "bajo el agua", que llegó al séptimo lugar en los EE. UU. y al 13 en el Reino Unido. Tanto la banda, como la compañía discográfica fueron sorprendidas por el éxito, y el bajista John Taylor, que estaba considerando dejar el grupo, aceptaría quedarse (como nota adicional, él no toca el bajo en "Come Undone").
El álbum fue compuesto de once canciones compuestas por el grupo, más un dueto con el intérprete brasileño Milton Nascimento y otra de autoría de Lou Reed, que tuvo dos pistas adicionales en su versión japonesa y un disco de seis canciones de su gira por el Reino unido. Para celebrar este resurgimiento, la banda, se embarcaría en la gira más grande de su historia, que incluiría visitas al Medio Oriente, Sudáfrica y América del Sur, dicha gira, se detendría abruptamente tras siete meses, debido a que Le Bon sufriría un grave problema en sus cuerdas vocales. Tras seis semanas de recuperación, la gira continuaría intermitentemente durante otros cinco meses, incluyendo presentaciones en Israel, Tailandia, e Indonesia.
Sin embargo, el ascenso de la banda sería de nuevo detenido, esta vez, por el pobremente recibido álbum de versiones Thank You. El álbum comenzaría como un sentido homenaje a las bandas que les habían influido en sus inicios, al estilo del Pin Ups de Bowie. Algunas de las canciones, serían grabadas en estudios prestados (como el Paisley Park de Prince) mientras la banda estaba de gira, y con la intención de tener un álbum listo para publicar justo después de la conclusión de la gira.
Para este álbum, sería tentado el baterista original Roger Taylor que volvería de su retiro para participar en varias de las canciones. Sin embargo, los conflictos dentro de la banda y entre la banda y Capitol/EMI provocarían continuos retrasos; las mezclas serían rehechas varias veces, y, cuando el disco finalmente salió a la calle en 1995, el entusiasmo de la banda por apoyar este disco había desaparecido.
Los sencillos de Thank You incluyeron versiones de "White Lines" (Líneas blancas) de Grandmaster Flash & the Furious Five (con participación de los artistas originales) y "Perfect Day" (Día perfecto), de Lou Reed. En una entrevista incluida en el kit de prensa del álbum, Reed comentaba que consideraba que la versión de Duran Duran era la mejor versión que jamás alguien había realizado a alguna de sus canciones. La canción que daba título al álbum sería también incluida en 1995 en el disco homenaje a Led Zeppelin Encomium. Aun así, las críticas arreciarían sobre los intentos de la banda en "911 Is A Joke" (911 es una broma), "Lay Lady Lay" Descansa dama, descansa), "Ball of Confusion" (Bola de confusión) y "Crystal Ship" (Barco de cristal) de los Doors. La banda realizaría una gira en el verano de 1995 en la que participaría en festivales de emisoras de radio, pero solo lo harían bajo coacción.
Después de terminar aquella gira, John Taylor cofundaría el sello B5 Records y grabaría un disco en solitario. También fundaría y se iría de gira con el supergrupo Neurotic Outsiders junto a exmiembros de Guns N' Roses y The Sex Pistols. Incluso, intentaría una reunión de Power Station, pero el proyecto continuaría sin él, debido a que tuvo que renunciar, para centrarse en su divorcio con De Cadenet y un proceso de rehabilitación de su larga adicción a la cocaína. Finalmente, tras luchar durante meses por grabar el siguiente álbum Medazzaland, en enero de 1997 Taylor anunciaría en una convención de fanes de la banda que dejaba el grupo "definitivamente". Su marcha, reduciría a la banda a dos de sus miembros originales (Le Bon y Rhodes) junto a Cuccurullo. El trío decidiría continuar y seguir grabando bajo el nombre Duran Duran.

### 1997-2000: Adelante
Liberados de algunos conflictos internos de composición musical, la banda volvería al estudio para reescribir y regrabar varias de las canciones de Medazzaland. (El trabajo de Taylor únicamente quedaría impreso en 4 canciones). El álbum, sería una vuelta a la experimentación de Big Thing, con texturas intrincadas de guitarras y voces "procesadas". La canción "Out of My Mind" (Fuera de mi mente) sería utilizada como tema principal de la película El Santo, pero el único sencillo auténtico publicado en EE. UU. sería el estrafalario "Electric Barbarella". Que sería el primer sencillo de la historia vendido en línea, descargándose a 99 céntimos por Internet. El video, en el que aparecía un sexy robot comprado y accionado por los miembros de la banda, fue censurado antes de su aparición en MTV, aunque con menos controversia que la que rodeó a "Girls On Film". "Electric Barbarella" alcanzaría el puesto 52 en EE. UU. en octubre de 1997.
El grupo participaría en el Concierto Homenaje a la Princesa Diana el 27 de junio de 1998 por expreso deseo de su familia.
A pesar de que Medazzaland fue publicado en EE. UU. en octubre de 1997, el álbum jamás sería publicado en el Reino Unido. Esto, debido en parte al escaso interés por el grupo, pero también a las políticas del sello discográfico, algunas de las cuales empujaron a Duran Duran a hacer que "Electric Barbarella" estuviera disponible como descarga en Internet antes de que el sencillo fuera publicado en los cauces habituales (otro intento para estar al frente de los cambios tecnológicos). "Electric Barbarella" sería extraído como sencillo publicado más tarde en el Reino Unido como sencillo del disco recopilatorio de 1998 Greatest y llegaría al puesto 23 del Reino Unido en enero de 1999.
Duran Duran rompería relaciones con Capitol/EMI en 1999; El sello, utilizaría desde entonces, el catálogo pasado de Duran Duran para lanzar sus propios recopilatorios de remixes y de rarezas y caras B (únicamente disponibles en vinilo).
Por aquel entonces, la banda firmaría un corto acuerdo con el sello de Disney Hollywood Records por el que se comprometían a publicar 3 discos, pero que finalmente sólo incluiría el pobremente recibido álbum Pop Trash en 2000. El disco, sería considerado como una rareza en la carrera del grupo, Compuesto por ritmos lentos, ciertos sonidos heavies y hasta influencias del grunge en la canción "Last Day On Earth" (Último día en la tierra). El álbum, tomaría su nombre de la canción "Pop Trash Movie", escrita originalmente por Rhodes y Cuccurullo para un álbum de reunión de Blondie. Aunque el disco incluía los sobresalientes "Playing with Uranium" (Jugando con uranio) y "Last Day on Earth," la complicada producción de Rhodes y la composición y experimentación con las guitarras de Cuccurullo, no terminarían de sintonizar con el público, y el disco terminaría fracasando en las listas musicales. El sencillo "Someone Else, Not Me", apenas podría aguantar dos semanas en las radios. Este sencillo, destacaría por ser el primer video producido enteramente con animación de Macromedia Flash.

### 2001-2005: Un reencuentro adelantado
En el año 2000, Le Bon tendría un acercamiento a John Taylor con la idea de reeditar de nuevo la composición original del grupo. Ambos se pondrían de acuerdo, y el primer paso posterior a este encuentro, después de terminar la gira de Pop Trash, sería informarle a Warren Cuccurullo, al parecer por carta, de que ya no era más parte del grupo. En mayo de 2001, Cuccurullo anunciaría en su página web, que dejaba Duran Duran para trabajar de nuevo con su banda de los 80's Missing Persons. Este anuncio sería refrendado al día siguiente en la página web oficial de Duran Duran, seguido por la noticia, un día después, de que John, Roger y Andy Taylor volvían al grupo. Para poder finalizar con algunos compromisos asumidos, Cuccurullo tocaría en 3 conciertos de Duran Duran en Japón en agosto de 2001, dejando luego, su puesto en la banda.
A lo largo de 2002 y 2003, la banda trabajaría en la composición de nuevo material. Para ello, alquilarían una casa en Saint Tropez para poder trabajar con tranquilidad en su primera reunión "seria" de composición. Luego. irían a Londres para poder trabajar con varios productores (incluyendo su viejo amigo Nile Rodgers) (pagando de su propio bolsillo), mientras comenzaban la búsqueda de un nuevo sello discográfico, cosa que al principio se volvería una tarea difícil, ya que nadie quería tomar el riesgo de apostar por la nueva vuelta del grupo, Dada esa situación, Duran Duran decidiría explotar comercialmente la vía de la reunificación de la banda. La respuesta de los fanes y los medios, sería significativamente mayor a la que hubiera podido esperarse.
Primero, la banda tocaría en una serie de conciertos por su 25 Aniversario en julio de 2003. Las entradas para los conciertos se agotaban en minutos, y los famosos, acudían en masa a los conciertos en locales pequeños, aquellos en los que la banda había tocado en su primer viaje a EE. UU.: The Roxy Theatre en Los Ángeles y en The Ritz (ahora Webster Hall) en Nueva York.
En agosto, la banda aparecería como presentadores estelares en los Premios MTV Video de 2003, siendo sorprendidos con un galardón por su trayectoria. También, la revista Q Magazine les daría un premio a toda su carrera en octubre, que se agregaría a un premio por su Contribución a la música, en los premios Brits en febrero de 2004.
Este camino iniciado por la banda tendría su momento estelar, en un tour con las entradas agotadas en 25 ciudades a lo largo de 2005, seguido de varios conciertos en estadios en Australia y Nueva Zelanda con Robbie Williams. La banda, también actuaría en un concierto completo en la Tailgate Party para el Super Bowl XXXVIII, y su interpretación de "Wild Boys" sería retransmitida a millones de personas en el show de antes del partido.
Duran Duran celebraría su vuelta al Reino Unido, tocando en 14 fechas en varios estadios en abril de 2004, incluyendo, 5 conciertos con todas las entradas agotadas en el Wembley Arena. La prensa británica, normalmente hostil con la banda, recibiría con muy buenas críticas estos conciertos. Duran Duran continuaría con sus conciertos, con teloneros de la talla de Scissor Sisters y Goldfrapp.
Al final, y con más de 35 canciones compuestas, firmarían un contrato por 4 discos con el sello Epic en junio, y terminarían el nuevo disco al que llamarían Astronaut, producido por Don Gilmore. El álbum, sería publicado en octubre de 2004 y entraría en las listas del Reino Unido directo al número 3 y al 17, en las listas de EE. UU., el primer sencillo sería "(Reach Out For The) Sunrise" (Alcanza el amanecer), que en noviembre alcanzaría el número uno, en las listas de Baile de Billboard en EE. UU., así como el quinto puesto en las listas de sencillos del Reino Unido. Este, sería el puesto más alto alcanzado por Duran Duran desde que "A View To a Kill" fuera publicado en 1985. Un segundo sencillo, "What Happens Tomorrow" (Que pasa mañana), debutaría con un decimoprimer puesto en febrero.
También, en febrero de 2005, el grupo comenzaría una gira mundial que incluiría Norteamérica, Europa y Japón, seguida, de una segunda vuelta por Norteamérica. El 2 de julio de 2005, Duran Duran, encabezaría el concierto masivo Live 8 en el Circo Máximo de Roma. Convirtiéndose de ese modo, en una de las pocas bandas que tocaron, tanto en el Live 8 como en el Live Aid de Bob Geldof, 20 años atrás.
A comienzos de noviembre, Duran Duran lanzaría al mercado "Duran Duran: Live in London" extraído de la gira británica en 2004, en donde tocaron 5 fechas consecutivas en el Wembley Arena, vendiendo todas las entradas muy rápidamente; el vídeo sería grabado en las performances de los dos últimos días. Este, sería el primer vídeo completo en directo que ha aparecido de la banda ya que "Arena" era un video sin más y "As the lights go down" era sólo un video promocional.
En diciembre, la gira de dos años de duración de Astronaut concluiría con una mini-gira de 9 fechas en la Argentina (Personal Fest), tocando ante 50.000 personas y luego, algunas fechas más en Europa.

### 2006-2008: Partida de Andy Taylor y Red Carpet Massacre
A principios de 2006, Duran Duran haría una muy acabada versión de la canción "Instant Karma" de John Lennon, para una campaña de Amnistía internacional conmemorando el 25 aniversario de la muerte de John Lennon, además de tocar en dos grandes eventos como son: Los Premios Nobel y las Olimpiadas de invierno de 2006 en Turín. Después de un par de semanas escribiendo canciones en California, la banda comenzaría a trabajar durante varios meses con el productor Michael Patterson en Londres, al tiempo, dirían tener quince temas nuevos para su nuevo álbum, que originalmente se iba a llamar Reportage, luego de ese anuncio, pasarían meses sin saberse nada al respecto. En septiembre, la banda tendría algunas reuniones con Justin Timberlake (Declarado fan incondicional del grupo) y con el productor Timbaland para hacer una colaboración y de pronto, aparecerían tres temas nuevos con el productor, incluyendo un dueto con Justin Timberlake.
El 25 de octubre de 2006, Andy Taylor, se marcharía del grupo por segunda vez. En el comunicado oficial en su página web, Duran Duran diría que había habido problemas de entendimiento y que se separaban definitivamente. El guitarrista Dominic Brown, que había girado ya con el grupo, se haría cargo del lugar dejado por Andy y seguiría con ellos hasta el día de hoy. Después de la marcha de Taylor, la banda decidiría empezar de cero con un nuevo álbum que incluiría las pistas grabadas con Timbaland, pero con Brown el guitarrista.
En julio de 2007 la banda tocaría en dos ocasiones en el Estadio del Nuevo Wembley, en el Concierto para Diana y el Live Earth. El 25 de septiembre saldría a la venta en itunes la canción a dúo con Timberlake, y se anunciarían nueve conciertos en Broadway para presentar su nuevo álbum Red Carpet Massacre.
El deseo de la banda, era insertarse en la moda de 2007, pero el deseo de Timbaland y Timberlake, era regresarlos a 1987, Igualmente, la colaboración, fruto de la admiración, no llegaría a alcanzar el resultado deseado, quedando solo en buenas intenciones, Duran Duran, nunca llegaría a creerse ese personaje entre R&B y Hip Hop, y eso los pondría en una situación incómoda de cara a la moda.
Red Carpet Massacre sería el duodécimo álbum de estudio de la banda y saldría a la venta el 13 de noviembre de 2007 en Estados Unidos y el 19 de noviembre en Europa.
El álbum contendría doce pistas junto con tres cortes adicionales para ITunes debutando en el #36 de la lista Billboard 200, vendiendo unas 29.000 copias en la primera semana. bajando al #116 a la semana siguiente. En la semana del 21 de noviembre, debutaría en el #44 en el Reino Unido, siendo la segunda peor entrada en lista de la banda, después del disco de 2000, Pop Trash. En Italia debutaría en el #10. Para mayo de 2008, el álbum había vendido 88.000 copias en Estados Unidos.[3] Manteniéndose en la lista del Billboard solo durante tres semanas.
En mayo de 2008 harían una gira norteamericana con Your Vegas como teloneros.
En junio de 2008, tocarían dentro del museo Louvre de París con fines benéficos, siendo el primer grupo de rock en tocar en sus instalaciones.
Luego llegaría una gira sudamericana en la que pasarían por Perú y Argentina, con entradas agotadas en esos dos países siendo un éxito absoluto. La gira, seguiría por Chile, Brasil, Colombia, Venezuela y Panamá, durando casi todo noviembre de 2008, pero se debieron suspender los shows en México por problemas de salud de Nick Rhodes.

### 2009-2010: All You Need is Now
La banda se separaría de Epic Records en el año 2009, después de lanzar apenas dos álbumes. Recientemente, la banda ha atribuido su partida, a una insatisfacción con las pistas de Red Carpet Massacre que se trabajaron con Timbaland, debido a que la discográfica no confió en el criterio de Duran Duran pese a todo su bagaje artístico. Mencionaron también que en parte esta situación, fue la que motivó la partida de Andy Taylor del grupo.
A principios de 2010, se revelaría que la banda estaría contribuyendo con una versión de "Boys Keep Swinging" para un disco tributo a David Bowie llamado "We Were So Turned On" lanzado el 14 de septiembre de 2010, con Manimal Vinyl Records.
En noviembre de 2010, Duran Duran anunciaría el lanzamiento mundial de su álbum de estudio 13, titulado "All You Need Is Now". El álbum sería producido por el ganador del premio Grammy Mark Ronson y mezclado por Spike Stent, y sería lanzado exclusivamente en iTunes el 21 de diciembre de 2010 con solo 9 temas. La versión física y extendida del álbum se estrenaría el 22 de marzo de 2011 con 14 temas. El primer sencillo del disco, la canción "All You Need Is Now", se pudo descargar gratis en todo el mundo en 8 de diciembre de 2010 exclusivamente en iTunes. El guitarrista y compositor Don Brown coescribió varios de los temas en este álbum.
Mark Ronson fue capaz de ver la situación caótica que coronó Red Carpet Massacre y dispondría de las armas necesarias, para colocar a la banda donde tenían que estar, en la cima, apelando a una fórmula que daría un resultado inesperado "La vuelta a las raíces" Un sonido similar al de los comienzos, esa fórmula, redituaría en un álbum confiable y a la vez fresco
All You Need Is Now tendría cierta remembranza a New Moon On Monday y Duran Duran, se compararía en este álbum a un boxeador experimentado, pero que ha sido sacudido por las lides de la vida, ese boxeador, que ya no tiene el estado físico de antaño, pero que aún conserva ese gancho de derecha capaz de destrozar una piedra. Este álbum, a manera de gancho, sería la confirmación de que la banda seguía viva luego de treinta y cinco años de trayectoria.
El álbum debutaría en la posición 29 de la Billboard Hot 200 y en la posición 11 en el Reino Unido. Una nueva gira mundial los haría llenar estadios en EE. UU. y Reino Unido con sus shows, la banda iniciaría el tour tras un breve calentamiento en Londres, el tour oficialmente comenzaría el 16 de marzo del 2011 en la ciudad de Austin, Texas. El álbum sería en un éxito en iTunes donde llegaría a la posición #1 en descargas en 15 países.
El 25 de febrero del 2011 la banda recibiría el Premio Styles Icons of the 20th Century, y la llave de la Ciudad de Milán, presentado por la alcaldesa Letizia Moratti.
La banda anunciaría que regresaría a los estudios en febrero de 2013 para comenzar a trabajar en su decimocuarto álbum de estudio, y volviendo a trabajar con Mark Ronson.

### 2013-2018: Paper Gods
El 4 de marzo de 2013, la banda regresó al estudio para trabajar en su álbum de estudio 14, y continuó durante la semana que comienza el 23 de septiembre hasta el 30 del mismo mes. Ellos volvieron a reunirse del 13 hasta 18 de diciembre. El 31 de diciembre de 2013, la banda publicó un mixtape comisariada por John Taylor como de agradecimiento de "Año Nuevo" a sus fanes. El 10 de febrero de 2014, John Taylor y Roger Taylor trabajaron con la Voce Chamber Choir y con el London Youth Chamber Choir en los coros de algunas pistas del siguiente álbum de Duran Duran.
El exguitarrista de los Red Hot Chili Peppers John Frusciante trabajó con la banda en el nuevo álbum. La banda confirmó esto en abril de 2014 en su web oficial: "Estábamos guardando esta emocionante noticia, porque queríamos darles todos los detalles cuando lo anunciaramos, pero se nos ha escapado un poco esta información, así que queremos confirmarlo... John Frusciante ha estado trabajando un poco desde su base de operaciones en California en nuestro nuevo álbum. Las pistas han estado yendo atrás y adelante a través de Internet, y estamos encantados con los resultados. Somos todos grandes fanes de la obra de John y estamos honrados de tenerlo añadiendo su magia en nuestro nuevo disco! No hay planes actuales para que John toque con nosotros, pero sus guitarras suenan increíble en las pistas. Esperamos tener más noticias para ustedes pronto.
El 15 de junio de 2015, la banda anunció oficialmente el título del álbum como Paper Gods, estableciendo la fecha de lanzamiento para el 11 de septiembre de 2015. El sencillo "Pressure Off" también fue lanzado en la misma semana, primero a través de Microsoft's Xbox Music. La canción apareció posteriormente en Google Play Music. También se dieron a conocer las próximas fechas de sus conciertos para el Reino Unido y Estados Unidos. El álbum debutó en el número 10 en el Billboard 200, el debut más alto de la banda en 22 años. El álbum también alcanzó el número 2 en Italia, el número 4 en los Países Bajos, y el número 5 en el Reino Unido. El álbum aparecería en la lista de los mejores 20 álbumes del 2015 según la revista Rolling Stone en la posición #20.

### 2019-presente: Future Past
El 16 de julio de 2019, Rhodes dijo que la banda había estado trabajando en un nuevo álbum desde principios de año, con Ronson, Erol Alkan y Giorgio Moroder a cargo de las tareas de producción, y Graham Coxon y Lykke Li confirmados como colaboradores. "Hasta ahora hay una canción que está a la vanguardia para ser el primer sencillo. Es tan diferente de cualquier cosa que haya escuchado de nosotros antes, o de cualquier otra persona. Hay un elemento de baile en ella. La construcción, el contenido melódico, las letras, algunos de los sonidos... son muy diferentes para nosotros ". Inicialmente dijo que un lanzamiento a fines de la primavera de 2020 para el álbum "parece realista"; sin embargo, el 13 de marzo de 2020, The Times informó que el álbum se lanzaría en otoño de 2020. Una semana después, la banda anunció en su cuenta de Twitter que el álbum había sido suspendido debido a la pandemia de COVID-19.
El 8 de enero de 2021, se lanzó una versión de "Five Years" de David Bowie para el quinto aniversario de su muerte.
El 13 de enero de 2021, Rolling Stone incluyó el álbum en el número 50 en su lista de "54 álbumes más esperados de 2021". Le Bon dijo que el álbum es "bastante desnudo, crudo. La hierba es un poco afilada y centelleante en lugar de suave", y es "maravilloso (y) moderno y muy honesto. La letra es bastante". El 20 de abril, la banda anunció el primer sencillo del álbum "Invisible", que fue lanzado el 19 de mayo junto con un video musical, y presenta a Coxon como guitarrista y coguionista.
También están trabajando en una antología del 40 aniversario que incluye material inédito.
El 18 de mayo, el título del álbum se anunció como Future Past siendo lanzado el 22 de octubre de 2021.
El 20 de marzo de 2023, Duran Duran recurrió a su Instagram para anunciar que están trabajando en un nuevo proyecto musical, cuyo lanzamiento está previsto para finales de 2023. El trabajo contará con una colaboración con Andy. Danse Macabre será el nuevo álbum.

## Influencias
Si bien comenzaron su carrera como una interesante escuela de arte-banda de New Wave, siguiendo la tradición de Roxy Music, su rápido ascenso al estrellato, su look bastante estilizado y el asedio de la prensa adolescente parecía desvanecer su oportunidad de obtener el favor de los críticos de música. La prensa amarilla británica era especialmente venenosa. Durante los años 80, Duran Duran fueron considerados por la crítica como otra banda más de "usar y tirar", no muy diferente de otras boy bands creadas entre bastidores por mánagers como; New Kids on the Block o *NSYNC. Mientras pocos discutirían que la música era pop ligero y facilón, lo que la crítica parecía no ver era que la banda escribía y tocaba sus canciones mucho antes de que hubiese discográficas y mánagers de por medio, llevados por su propia ambición. Como Moby dijo sobre la banda en su web en 2003: "... estaban bajo la llamada maldición de los Bee Gees, que es escribir buenas canciones, vender millones y millones de discos, y aun así caer en el desinterés de la crítica rock establecida".
A lo largo de los años, sus bandas y artistas contemporáneos (The Bangles, Elton John, Kylie Minogue, Paul Young, Smashing Pumpkins) han elogiado los esfuerzos de la banda hacia un pop puro que se rebelaba contra el punk rock y la tristeza gris de la era Thatcher británica. Le Bon mismo describió en una ocasión al grupo como "la banda con que bailar mientras caen las bombas".
Algunos de sus sucesores como Barenaked Ladies, Beck, Jonathan Davis de KoЯn, los Deftones, Garbage, Gwen Stefani y No Doubt, Gavin Rossdale y Bush, Wyclef Jean, Marilyn Manson, Fred Durst de Limp Bizkit, The Orb, y Pink han mencionado a Duran Duran como una banda clave en sus formaciones musicales. Mark McGrath de Sugar Ray se ha autoproclamado uno de sus más grandes fanes; "quería ser John Taylor". Los videos musicales de Sugar Ray han incluido parodias afectivas de los videos de Duran Duran. Britney Spears, Justin Timberlake, Lady Gaga y Madonna también han elogiado a la banda.
Las últimas bandas en mencionar a Duran Duran como una de sus influencias incluyen a Dido, Franz Ferdinand, Lostprophets (que tomaron su nombre del título de un bootleg de ellos), Goldfrapp, The Killers, Scissor Sisters ("la razón por la que estamos en la música") y The Strokes.
La música de la banda también ha sido usada por varios artistas de Hip hop, especial mención a Notorious BIG, que lógicamente sampleó su canción de 1986 "Notorious", aunque han sido muchas las bandas que han hecho versiones de sus canciones tanto en grabaciones como en directo.
Duran Duran también ha sido influyente en lo que respecta a la música del videojuego GTA (Grand Theft Auto). Las primeras 3 entregas numeradas de la saga (GTA 1, 2 y 3) y GTA: Liberty City Stories han presentado canciones originales creadas por miembros de Rockstar.
Craig Conner, principal creativo musical de la desarrolladora de Edimburgo, comentó en una entrevista que "Duran Duran fue una inspiración a la hora de crear el material".
Además, en la estación Flashback de GTA III puede escucharse que unos pocos segundos de audio se interrumpen mientras la locutora de la emisora se encuentra hablando. Originalmente, incluía una pequeña referencia a la banda, pero tuvo que ser removida del producto final por cuestiones legales.
Hideki Kamiya, director del videojuego Devil May Cry en 2005 reveló que eligió a John Taylor como modelo para crear al personaje principal del juego, Dante.
En el mundo del cine, junto al compositor británico John Barry, crearon el tema A View to a Kill (canción) para la película de James Bond A View to a Kill. La canción fue terminada en abril de 1985, y fue lanzada en mayo de 1985. Entró en las listas el 18 de mayo de 1985 como #45 y el 13 de julio alcanzó el número uno en los EE. UU., Billboard Hot 100, y aún actualmente sigue siendo el único tema de la saga Bond en haberlo hecho.

## Legado
Aparte de sus canciones, lo que mucho se recuerda de Duran Duran son sus videoclips icónicos. Aunque muchos de sus videos eran considerados lascivos en la época, la banda siguió un estilo glamuroso y fashion siguiendo la estela de sus primeros videos.
El canal por cable MTV y la banda empezaron su andadura casi al mismo tiempo, y cada uno de ellos ayudó a lanzar al otro. La MTV necesitaba videos con artistas carismáticos, y el trabajo videográfico de la banda era una gran influencia - casi revolucionaria - para la cadena. Primero, Duran Duran filmaba en lugares exóticos como Sri Lanka y Antigua, creando imágenes memorables que eran radicalmente opuestas a los videos de bajo presupuesto que se hacían hasta entonces de bandas simplemente tocando sus instrumentos en el escenario. En segundo lugar, en vez de simplemente tocar, la banda participaba en una trama, una narración (a menudo tomadas de películas contemporáneas - "Hungry Like The Wolf" de Raiders of the Lost Ark, "Wild Boys" de Mad Max 2, etc.). Los videos obviamente iban en esta dirección, pero Duran Duran lo hicieron con un estilo que atrajo la atención de los comentaristas de la cadena y que creó una armada de imitadores. También fueron precursores por su estilo de editar los videos y de su diseño gráfico. Además de esto, fueron los primeros en filmar con cámaras de cine de 35mm, en sustitución de las más baratas videocámaras. Así, Duran Duran cambiaron la forma de ver de las discográficas los videoclips y la visión de otras bandas sobre lo que tenían que conseguir de un videoclip.
A cambio de esto, la MTV le dio a Duran Duran el acceso al mercado estadounidense, tan reacio a la música británica, New Wave, o "cualquier cosa con sintetizadores". Al no estar presente la MTV en todo el país, al principio, era fácil ver el patrón: donde sí había MTV, los oyentes estadounidenses pedían Duran Duran, Tears For Fears, Def Leppard y otras bandas europeas.
Los videos "Rio", "Hungry Like The Wolf", "Save a Prayer", y la surrealista "Is There Something I Should Know?" fueron grabadas por el futuro director de cine Russell Mulcahy, que hizo once de ellos en total. Duran Duran siempre buscaron directores y técnicas innovadores, incluso cuando la MTV ya nos les daba tanto crédito. Además de Mulcahy, han usado para sus videos a innovadores fotógrafos como Dean Chamberlain y Ellen von Unwerth, al director chino Chen Kaige, a Julien Temple, y a los Polish Brothers, entre otros. Según Nick Rhodes, "el video es para nosotros como el stereo para Pink Floyd".
Otras influencias que la banda ha mencionado como propias son “Mick Ronson”, “The Clash”, “Japan”, “New York Dolls”, “Velvet Underground”, “Visage” y “Blondie”.
No todo el mundo admiraba sus videos. Morrissey, cantante de The Smiths y fan de su música, dijo en una publicación de la revista musical Smash Hits de 1984: "Una cabra borracha sobre la Torre Eiffel podría dirigirle muchos mejores videoclips a Duran Duran".
En 1984, Duran Duran llevó la tecnología audiovisual a sus actuaciones, siendo el primer grupo importante en añadir a sus conciertos pantallas de vídeo (empezando en US Festival) para acercar la acción a los espectadores más alejados. También han grabado conciertos usando IMAX y cámaras panorámicos de 360 grados, con canales de audio 10.2. En 2000 experimentaron con tecnología de realidad aumentada, que permitía imágenes de tres dimensiones generadas por ordenador aparecer en el escenario con la banda.
Duran Duran apareció en varios especiales de mejores videoclips del siglo como "MTV 100 Greatest Videos Ever Made" donde se incluyó "Hungry Like The Wolf" en el nº11 y "Girls On Film" en el n°68, y el "VH1: 100 Greatest Videos" clasificó a "Hungry" en el nº31 y "Rio" en el n°60. MTV también nombró a "Hungry" el decimoquinto video más visto de la historia.
La banda ha lanzado varias recopilaciones audiovisuales, empezando por el conocido como Duran Duran, por el cual ganaron un Grammy, en 2004 lanzaron el doble DVD Greatest, que incluía versiones alternativas de varios videoclips como huevos de Pascua. Además deGreatest, el documental Sing Blue Silver, y el video-concierto Arena (ambos de 1984) fueron lanzados en formato DVD en 2004. Live in London, un video-concierto de uno de sus exitosos conciertos del 2004 en el estadio de Wembley, fue lanzado en la última parte de 2005.
Otras recopilaciones en video, películas de conciertos, y documentales están aún disponibles en cinta de video, y Duran Duran no ha lanzado todavía una colección oficial que incluya todos los videoclips que la banda ha hecho. Duran Duran ha comentado también que gran cantidad de conciertos inéditos y material audiovisual ha sido grabado durante estos años, y esperan que puedan ser editados y lanzados en varios formatos en los próximos años.

## Discografía
- Duran Duran (1981)
- Rio (1982)
- Seven and the Ragged Tiger (1983)
- Notorious (1986)
- Big Thing (1988)
- Liberty (1990)
- Duran Duran o The Wedding Album (1993)
- Thank You (1995)
- Medazzaland (1997)
- Pop Trash (2000)
- Astronaut (2004)
- Red Carpet Massacre (2007)
- All You Need Is Now (2010)
- Paper Gods (2015)
- Future Past (2021)
- Danse Macabre (2023)

### Recopilaciones y directos
- Carnival (1982)
- Live at Hammersmith '82! (1982)
- Arena (1984)
- Master Mixes (1987)
- Decade - Greatest hits (1989)
- Greatest (1998)
- Night versions: The essential Duran Duran (1998)
- Strange Behaviour (2 CD) (1999)
- Singles Box: Set 1981-1985 (2003)
- Singles Box: Set 1986-1995 (2004)
- Greatest (2004)
- Live from London (2006)
- The essential collection of Duran Duran (2007)

### Sencillos
| Año  | Canción                                 | Álbum                                       |
| ---- | --------------------------------------- | ------------------------------------------- |
| 1981 | Planet Earth                            | Duran Duran (EMI/Capitol) (edición de 1981) |
| 1981 | Careless Memories                       | Duran Duran (EMI/Capitol) (edición de 1981) |
| 1981 | Girls on Film                           | Duran Duran (EMI/Capitol) (edición de 1981) |
| 1981 | My Own Way                              | Rio (EMI/Capitol)                           |
| 1982 | Hungry Like the Wolf                    | Rio (EMI/Capitol)                           |
| 1982 | Save a Prayer                           | Rio (EMI/Capitol)                           |
| 1982 | Rio                                     | Rio (EMI/Capitol)                           |
| 1983 | Is There Something I Should Know?       | Duran Duran (EMI/Capitol) (edición de 1983) |
| 1983 | Union of the Snake                      | Seven and the Ragged Tiger (EMI/Capitol)    |
| 1984 | New Moon on Monday                      | Seven and the Ragged Tiger (EMI/Capitol)    |
| 1984 | The Reflex                              | Seven and the Ragged Tiger (EMI/Capitol)    |
| 1984 | The Wild Boys                           | Arena (EMI/Capitol)                         |
| 1985 | Save a Prayer (en vivo)                 | Arena (EMI/Capitol)                         |
| 1985 | A View to a Kill                        | James Bond theme song (EMI/Capitol)         |
| 1986 | Notorious                               | Notorious (EMI/Capitol)                     |
| 1987 | Skin Trade                              | Notorious (EMI/Capitol)                     |
| 1987 | Meet El Presidente                      | Notorious (EMI/Capitol)                     |
| 1988 | I Don't Want Your Love                  | Big Thing (EMI/Capitol)                     |
| 1988 | All She Wants Is                        | Big Thing (EMI/Capitol)                     |
| 1989 | Do you Belive in Shame                  | Big Thing (EMI/Capitol)                     |
| 1989 | Burning the Ground                      | Decade - Greatest hits (EMI/Capitol)        |
| 1990 | Violence of Summer (Love's Taking Over) | Liberty (EMI/Capitol)                       |
| 1990 | Serious                                 | Liberty (EMI/Capitol)                       |
| 1993 | Ordinary World                          | Duran Duran (EMI/Capitol) (edición de 1993) |
| 1993 | Come Undone                             | Duran Duran (EMI/Capitol) (edición de 1993) |
| 1993 | Too Much Information                    | Duran Duran (EMI/Capitol) (edición de 1993) |
| 1995 | Perfect Day                             | Thank You (EMI/Capitol)                     |
| 1995 | White Lines                             | Thank You (EMI/Capitol)                     |
| 1995 | Lay Lady Lay                            | Thank You (EMI/Capitol)                     |
| 1997 | Out of My mind                          | Medazzaland (EMI/Capitol)                   |
| 1997 | Electric Barbarella                     | Medazzaland (EMI/Capitol)                   |
| 2000 | Someone Else Not Me                     | Pop Trash (Disney/Hollywood)                |
| 2004 | (Reach Up for The) Sunrise              | Astronaut (Sony/Epic)                       |
| 2005 | What Happens Tomorrow                   | Astronaut (Sony/Epic)                       |
| 2005 | Nice                                    | Astronaut (Sony/Epic)                       |
| 2007 | Falling Down                            | Red Carpet Massacre (Sony/Epic)             |
| 2010 | All You Need is Now                     | All You Need is Now (Tapemodern/S-Curve)    |
| 2011 | Girl Panic!                             | All You Need is Now (Tapemodern/S-Curve)    |
| 2011 | Leave a Light On                        | All You Need is Now (Tapemodern/S-Curve)    |

## Componentes
| Periodo       | Integrantes | Grabaciones (Discográfica)                                                                                               |
| ------------- | --- | --- |
| 1978          | - Stephen Duffy - Voz, Bajo, Batería - Nick Rhodes - Teclados, Coros - John Taylor - Guitarra, Coros                                                 | |
| 1978-1979     | - Stephen Duffy - Voz, Batería - Nick Rhodes - Teclados, Coros - John Taylor - Guitarra, Coros - Simon Colley - Bajo                                 | |
| 1979-1980     | - Andy Wickett - Voz - Nick Rhodes - Teclados, Coros - John Taylor - Guitarra, Coros - Simon Colley - Bajo - Roger Taylor - Batería                  | |
| 1980          | - Andy Wickett - Voz - Nick Rhodes - Teclados, Coros - John Taylor - Bajo, Coros - Alan Curtis - Guitarra - Roger Taylor - Batería                   | |
| 1980          | - Jeff Thomas - Voz - Nick Rhodes - Teclados, Coros - John Taylor - Bajo, Coros - Andy Taylor - Guitarra, Coros - Roger Taylor - Batería             | |
| 1980-1986     | - Simon Le Bon - Voz - Nick Rhodes - Teclados, Coros - Andy Taylor - Guitarra, Coros - John Taylor - Bajo, Coros - Roger Taylor - Batería            | - Duran Duran (EMI/Capitol) - Rio (EMI/Capitol Records) - Seven and the Ragged Tiger (EMI/Capitol) - Arena (EMI/Capitol) |
| 1986-1988     | - Simon Le Bon - Voz - Nick Rhodes - Teclados, Coros - John Taylor - Bajo, Coros - Warren Cuccurullo - Guitarra, Coros                               | - Notorious (EMI/Capitol)                                                                                                |
| 1988-1991     | - Simon Le Bon - Voz - Nick Rhodes - Teclados, Coros - John Taylor - Bajo, Coros - Warren Cuccurullo - Guitarra, Coros - Sterling Campbell - Batería | - Big Thing (EMI/Capitol) - Liberty (EMI/Capitol)                                                                        |
| 1991-1995     | - Simon Le Bon - Voz - Nick Rhodes - Teclados, Coros - John Taylor - Bajo, Coros - Warren Cuccurullo - Guitarra, Coros                               | - Duran Duran (EMI/Capitol)                                                                                              |
| 1995          | - Simon Le Bon - Voz - Nick Rhodes - Teclados, Coros - John Taylor - Bajo, Coros - Warren Cuccurullo - Guitarra, Coros - Roger Taylor - Batería      | - Thank You (EMI/Capitol)                                                                                                |
| 1995-1997     | - Simon Le Bon - Voz - Nick Rhodes - Teclados, Coros - John Taylor - Bajo, Coros - Warren Cuccurullo - Guitarra, Coros                               | |
| 1997-2001     | - Simon Le Bon - Voz - Nick Rhodes - Teclados, Coros - Warren Cuccurullo - Guitarra, Bajo, Coros                                                     | - Medazzaland (EMI/Capitol) - Pop Trash (Disney/Hollywood)                                                               |
| 2001-2007     | - Simon Le Bon - Voz - Nick Rhodes - Teclados, Coros - Andy Taylor - Guitarra, Coros - John Taylor - Bajo, Coros - Roger Taylor - Batería            | - Astronaut (Sony/Epic)                                                                                                  |
| 2007-presente | - Simon Le Bon - Voz - Nick Rhodes - Teclados, Coros - John Taylor - Bajo, Coros - Roger Taylor - Batería - Dominic Brown - Guitarra, Coros          | - Red Carpet Massacre (Sony/Epic) - All You Need Is Now (Tapemodern/Allido Records/S-Curve Records) - Paper Gods         |